# Desouk

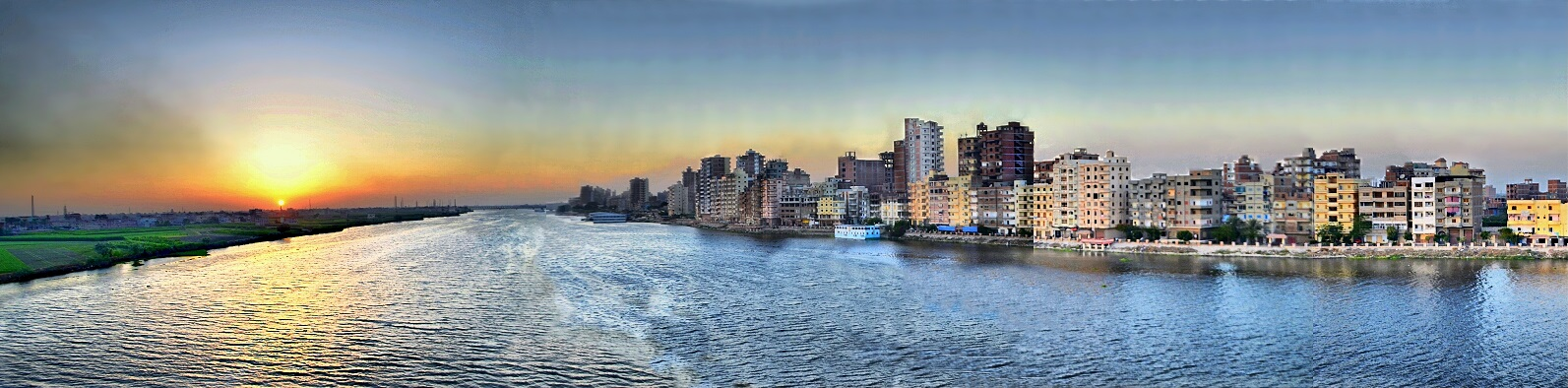
Vista panorámica de Desouk.

Desouk o Desuk (Árabe egipcio: دسوق Dosūq, pronunciación de دسوق: [dɪˈsuːʔ]) es una ciudad situada en el norte de Egipto. Localizada 80 km al este de Alejandría, en la gobernación de Kafr el Sheij. Tuvo una población de 137 660 habitantes en 2011. Está bordeada al oeste por la gobernación de Behera.
Desouk está situada en la ribera oriental del río Nilo, en el ramal de Rosetta, donde  hay sólo dos puentes que conducen a la ciudad.
Desouk, siglos atrás, al menos c. 3200 a. C., era parte  de la antigua ciudad de Buto antes de la unificación del Alto y Bajo Egipto. De 1250 a 1517 la ciudad de Desouk era parte de la provincia de Gharbia. De 1798 a 1801 fue parte de la  provincia de Rosetta.

## Visión general
Desouk es miembro de la Organización de Ciudades y Capitales islámicas, debido a la ubicación de importantes edificios religiosos islámicos en la ciudad, como la tumba del santo egipcio sufí Ibrahim El Desouki (siglo XIII), la cual está localizada en una mezquita del centro de Desouk.
Hay muchos egipcios importantes de Desouk: Youssef El-Mansy, Ahmed Zewail, Mohammed Roshdy, Evelyn Ashamallah, y Abdel-Salam Mohammed Nasar, un político de la ciudad.

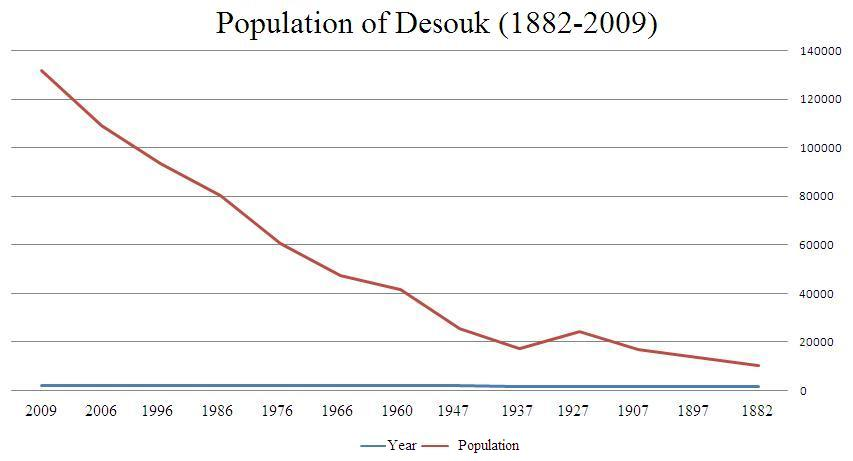
Población de Desouk (1882-2009).

| Datos de clima para Desouk        | Datos de clima para Desouk | Datos de clima para Desouk | Datos de clima para Desouk | Datos de clima para Desouk | Datos de clima para Desouk | Datos de clima para Desouk | Datos de clima para Desouk | Datos de clima para Desouk | Datos de clima para Desouk | Datos de clima para Desouk | Datos de clima para Desouk | Datos de clima para Desouk | Datos de clima para Desouk |
| Mes                               | Ene                        | Feb                        | Mar                        | Abr                        | mayo                       | Jun                        | Jul                        | Ago                        | Sep                        | Oct                        | Nov                        | Dic                        | Año                        |
| --------------------------------- | -------------------------- | -------------------------- | -------------------------- | -------------------------- | -------------------------- | -------------------------- | -------------------------- | -------------------------- | -------------------------- | -------------------------- | -------------------------- | -------------------------- | -------------------------- |
| Media alta °C (°F)                | 17.8 (64)                  | 18.8 (65.8)                | 21.5 (70.7)                | 25.3 (77.5)                | 29.2 (84.6)                | 30.9 (87.6)                | 32.2 (90)                  | 32.3 (90.1)                | 30.6 (87.1)                | 28.8 (83.8)                | 24.6 (76.3)                | 19.9 (67.8)                | 25.99 (78.77)              |
| Diario medio °C (°F)              | 12.4 (54.3)                | 13.1 (55.6)                | 15.4 (59.7)                | 18.6 (65.5)                | 22.3 (72.1)                | 24.6 (76.3)                | 26.1 (79)                  | 26.2 (79.2)                | 24.7 (76.5)                | 22.8 (73)                  | 19.1 (66.4)                | 14.5 (58.1)                | 19.98 (67.98)              |
| Media baja °C (°F)                | 7 (45)                     | 7.4 (45.3)                 | 9.3 (48.7)                 | 11.9 (53.4)                | 15.4 (59.7)                | 18.4 (65.1)                | 20.1 (68.2)                | 20.2 (68.4)                | 18.8 (65.8)                | 16.8 (62.2)                | 13.6 (56.5)                | 9.1 (48.4)                 | 14 (57.23)                 |
| Precipitación media mm (pulgadas) | 26 (1.02)                  | 20 (0.79)                  | 9 (0.35)                   | 4 (0.16)                   | 3 (0.12)                   | 0 (0)                      | 0 (0)                      | 0 (0)                      | 0 (0)                      | 6 (0.24)                   | 13 (0.51)                  | 23 (0.91)                  | 104 (4.1)                  |
| Fuente: Climate-data.org          |                            |                            |                            |                            |                            |                            |                            |                            |                            |                            |                            |                            |                            |